# Sphodromantis kersteni
Sphodromantis kersteni es una especie de mantis de la familia Mantidae.

## Distribución geográfica
Se encuentra en Kenia, Sudán y Tanzania.